# Une liasse de lettres
Une liasse de lettres (A Bundle of Letters) est une nouvelle humoristique d'Henry James, parue en décembre 1879 dans la revue The Parisian, avant d'être reprise en volume deux ans plus tard chez Macmillan, Londres. Il s'agit d'une nouvelle épistolaire.
Tout comme Daisy Miller, mais sur un registre beaucoup plus léger, Une liasse de lettres traite du thème international, sujet proprement jamesien où l’auteur s’intéresse aux rapports entre les individus issus du Nouveau Monde et ceux de la civilisation européenne. 

## Résumé
À la pension de Mme de Maisonrouge, plusieurs visiteurs venus de l'étranger écrivent des lettres à leurs proches et amis.  Miranda Hope, une jeune Américaine de Bangor, dans l'État du Maine, qui voyage seule en Europe, un peu par défi et beaucoup pour en apprendre sur la civilisation du Vieux Continent, s'est installée à la pension pour faire des progrès dans son apprentissage du français. Elle y croise Violet Ray, une jeune New-Yorkaise de son âge, d'un snobisme outrancier, qui dans ses lettres, ne se gêne pas pour la dénigrer. La pension abrite également Mr. Louis Leverett, un esthète bostonnien souffreteux ; Louis Vane et sa sœur Evelyne, des Anglais de la petite aristocratie terrienne, aussi beaux qu'encroûtés dans les conventions et les préjugés de leur classe ; enfin, le docteur Rudolf Staub, un professeur allemand convaincu de la supériorité de la civilisation germanique. La correspondance de ces gens policés, qui tous les jours, conversent avec amabilité entre eux à table et dans le salon de la pension, révèle des opinions tranchées et acides, peu de compassion et beaucoup d'agacements, de dédain, voire de haine et de racisme.
L'une des dernières lettres est signée Léon Verdier, le seul Français à résider à la pension - en fait, le neveu de Mme de Maisonrouge qui l'emploie depuis peu pour faire la conversation à ses pensionnaires. Le séduisant jeune homme, coureur de jupons impénitent, écrit à un ami que les trois demoiselles dont il doit s'occuper sont pour lui autant de conquêtes en devenir. Et, selon ses dires - mais n'est-ce que vantardise ? - déjà l'une d'elles aurait succombé à son charme...

## Traductions françaises
- Une liasse de lettres, traduit par Jean Pavans, dans Nouvelles complètes, tome II, Paris, Éditions de la Différence, 1992 ; réédition dans Le Point de vue : et sept autres nouvelles, Paris, La Différence, coll. « Minos », 2012
- Une liasse de lettres, traduit par Catherine Pappo-Musard, dans Nouvelles complètes, tome II, Paris, Gallimard, coll. « Bibliothèque de la Pléiade », 2003

## Sources
- Tales of Henry James: The Texts of the Tales, the Author on His Craft, Criticism sous la direction de Christof Wegelin et Henry Wonham (New York: W.W. Norton & Company, 2003)  (ISBN 0-393-97710-2)
- The Tales of Henry James par Edward Wagenknecht (New York: Frederick Ungar Publishing Co., 1984)  (ISBN 0-8044-2957-X)